# Gustavo Pon
Gustavo Adolfo Pon Benetti (Gualeguaychú, Argentina, 28 de septiembre de 1944, secuestrado desaparecido en Santa Fe marzo de 1976) fue un militante político e intelectual de Montoneros que desarrolló su trabajo en Santa Fe.

## Vida
Estudió Humanidades y Filosofía seis años en el Seminario de Paraná para luego abandonar la instrucción religiosa. Entonces se anotó en la Universidad Católica de Santa Fe para estudiar Filosofía y Derecho. Tuvo una activa participación en los grupos cristianos relacionados con la Teología de la Liberación y dio clases en el Profesorado de Venado Tuerto, en la Facultad de Agronomía y Veterinaria de Esperanza y en la Facultad de Ciencias Económicas de Santa Fe. En 1973 fue subsecretario de Cultura y Acción Social de la Municipalidad de Santa Fe. Después se volcó al trabajo de base en el barrio Centenario, pero tuvo que huir. Fue secuestrado en Santa Fe en marzo de 1976.

## Reaparición de sus restos
Luego de dos años de trabajos en la zona, en 2010 el Equipo Argentino de Antropología Forense  halló a instancia judicial una fosa común con restos humanos en el predio Campo Militar San Pedro, cercano a la ciudad de Laguna Paiva, a unos 50 kilómetros de la ciudad de Santa Fe. 
En la tumba clandestina en ese predio perteneciente al Ejército Argentino la investigación forense halló en una primera instancia los restos de cinco hombres y tres mujeres, seis de ellas con disparos en la cabeza. Hasta 2013 se ha logrado identificar además de a Pon,  a María Esther Ravelo, María Isabel Salinas, Carlos Bosso y Oscar Federico Winkelmann y Miguel Ángel D'Andrea.
Los restos de Pon fueron inhumados en 2011 en el Cementerio Lar de Paz, cercano a la ciudad de Santa Fe.

## Pensamiento
Meses antes de su secuestro Gustavo Pon escribió en su diario personal un concepto que sintetiza el sentido de su vida:

“…Estuve varios años buscando la forma más efectiva de cumplir el mandato evangélico hasta que me di cuenta de que el amor evangélico es un AMOR POLITICO, de que la beneficencia no sirve porque humilla y degrada, de que liberación y la salvación son una misma cosa… Para qué vamos a salvar o liberar personas si luego tienen que servir a estructuras opresoras… Porque el sistema es la antítesis de todos los valores que profesamos.”